# نويروبين
نويروبين (بالألمانية: Neuruppin) هي مدينة و بلدة ألمانية تقع في ألمانيا في براندنبورغ. يقدر عدد سكانها بـ 31,939 نسمة .

## المدن التوأمة
مدن نيمبورك، باد كرويتسناخ، Babimost، سيرتالدو و نيزا، سايتاما هي مدن توأمة لـنويروبين.

## أعلام
- كارل غروسمان
- تيودور فونتانه
- تيمو غوتشالك
- كارل شينكل
- إريك أرندت
- رينولد بوس